# HD 127304
HD 127304，又名BD+32 2482，SAO 64178、HR 5422，是一颗恒星，视星等为6.06，位于銀經51.15，銀緯68.13，其B1900.0坐标为赤經14h 25m 32.6s，赤緯+32° 68.13′ 10″。